# تاریخ آسیای مرکزی

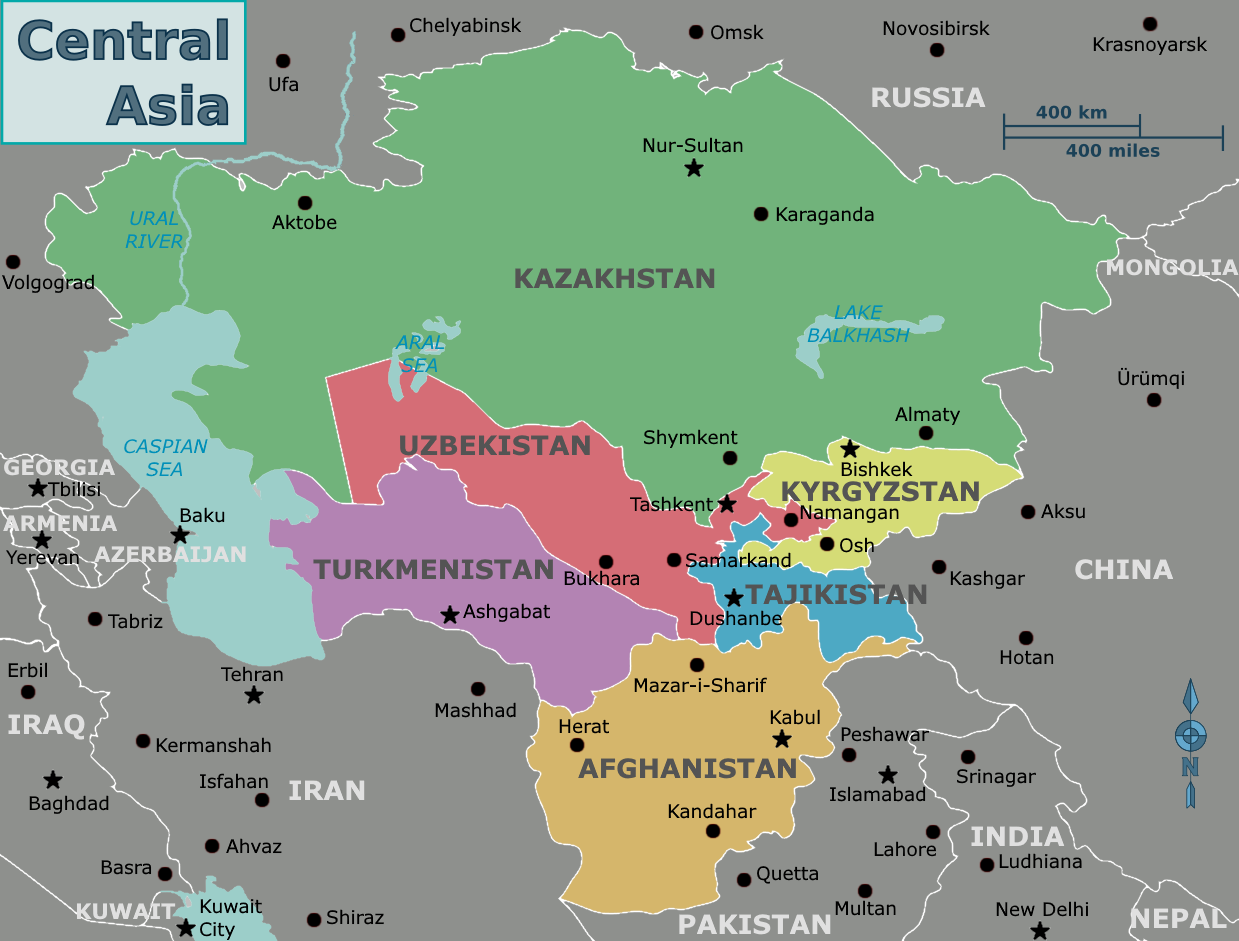
تعریف‌های گوناگونی برای مرزهای آسیای مرکزی آورده شده‌است. با این حال این نقشه عموماً به عنوان نقشه سیاسی معاصر آسیای مرکزی شناخته می‌شود.

تاریخ آسیای مرکزی مربوط به تاریخ اقوام مختلفی است که در آسیای مرکزی ساکن بوده‌اند. سبک زندگی چنین افرادی در درجه اول با توجه به اقلیم و جغرافیای منطقه تعیین شده‌است. خشکی این منطقه کشاورزی را با مشکل مواجه می‌کند و دوری از دریا مانع از تجارت زیاد آن می‌شود؛ بنابراین، تعداد کمی از شهرهای بزرگ در این منطقه توسعه یافتند. مردمان اسب‌سوار عشایری استپ برای هزاران سال بر این منطقه تسلط داشتند.
روابط بین کوچ نشینان استپ و مردم غیر کوچ نشین در آسیای مرکزی و اطراف آن با تنش آغاز شد. سبک زندگی عشایری به خوبی برای جنگ مناسب بود و اسب سواران استپی به دلیل تکنیک‌های ویرانگر و توانایی کمانداران اسب خود به برخی از نیرومندترین افراد نظامی در جهان تبدیل شدند. به‌طور دوره‌ای، رهبران قبایل یا تغییر شرایط باعث می‌شدند که چندین قبیله خود را در یک نیروی نظامی واحد سازماندهی کنند، که پس از آن غالباً لشکرکشی‌هایشان فتوح را به‌ویژه در مناطق «متمدن‌تر» آغاز می‌کرد. چند مورد از این نوع ائتلاف‌های قبیله ای شامل حمله هون‌ها به اروپا، مهاجرت‌های مختلف ترک‌ها به ماوراءالنهر، حملات «وو هو» به چین و به ویژه تسخیر بسیاری از اوراسیا توسط مغول‌ها بود.
تسلط عشایر در قرن شانزدهم پایان یافت زیرا سلاح گرم به مردم ساکن اجازه داد تا کنترل منطقه را به دست آورند. امپراتوری روسیه، سلسله چینگ چین و سایر قدرت‌ها در این منطقه گسترش یافتند و تا پایان قرن نوزدهم بخش عمده‌ای از آسیای مرکزی را تصرف کردند. پس از انقلاب روسیه در سال ۱۹۱۷ میلادی، اتحاد جماهیر شوروی بیشتر آسیای مرکزی را دربر گرفت. تنها مغولستان و افغانستان به‌طور اسمی مستقل باقی ماندند، اگرچه مغولستان به عنوان یک کشور اقماری شوروی وجود داشت و نیروهای شوروی در اواخر قرن بیستم به افغانستان حمله کردند. نواحی شوروی در آسیای مرکزی شاهد صنعتی شدن و ساخت زیرساخت‌ها، اما همچنین سرکوب فرهنگ‌های محلی و میراث ماندگار تنش‌های قومی و مشکلات زیست‌محیطی بود.
با فروپاشی اتحاد جماهیر شوروی در سال ۱۹۹۱ میلادی، پنج کشور قزاقستان، ازبکستان، ترکمنستان، قرقیزستان و تاجیکستان در آسیای مرکزی استقلال یافتند. در تمام کشورهای جدید، مقامات سابق حزب کمونیست قدرت را به عنوان قدرتمندان محلی حفظ کردند، به استثنای قرقیزستان که علیرغم برکناری سه رئیس‌جمهور پس از شوروی در خیزش‌های مردمی، هنوز نتوانسته‌است یک دموکراسی پایدار را تحکیم کند.

## ماقبل تاریخ

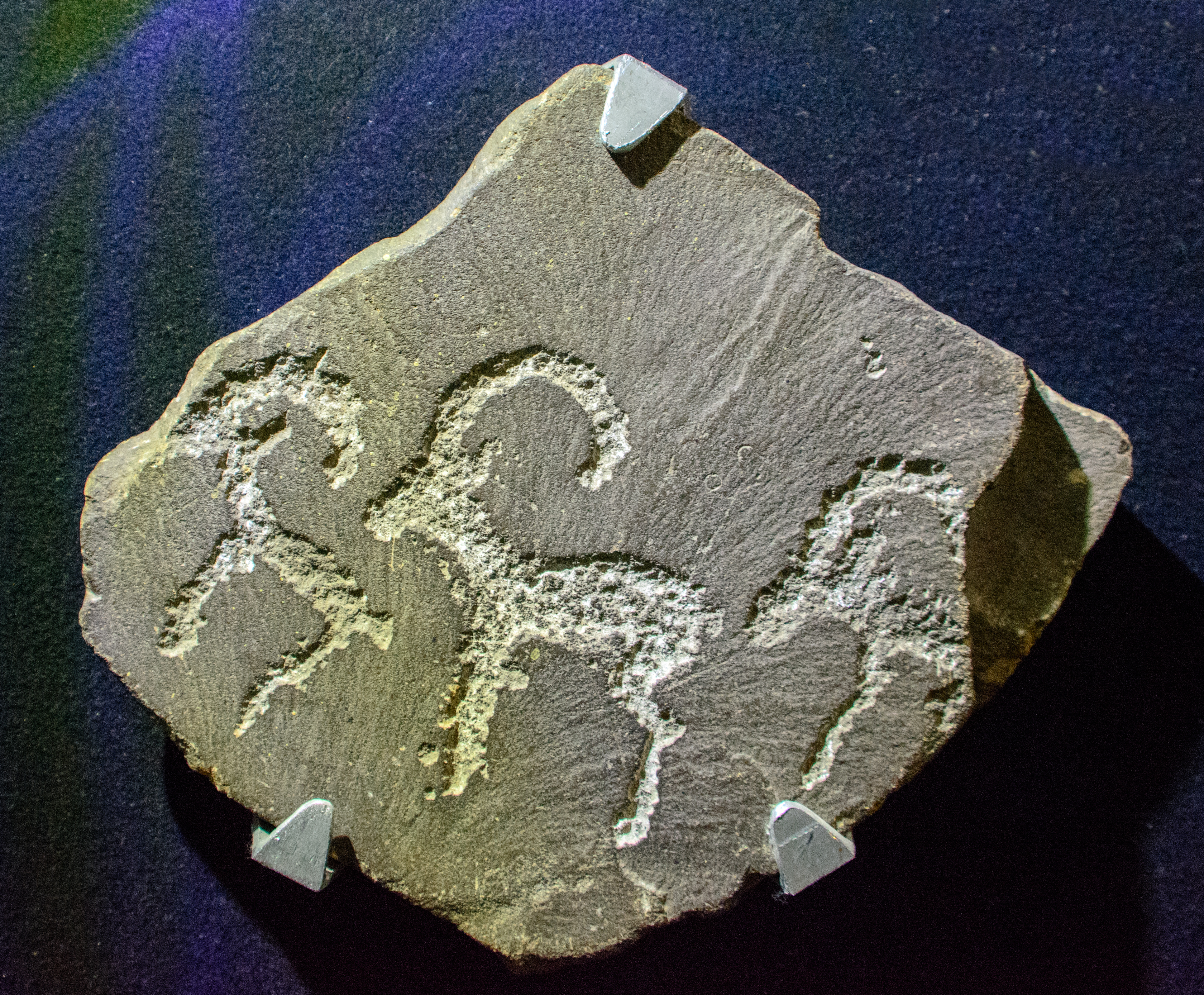
سارمیشسای (منطقه ناووی)، هنر صخره ای هزاره سوم پیش از میلاد. موزه دولتی تاریخ ازبکستان.

انسان‌های مدرن از نظر آناتومی (هوموسیپینس) در ۵۰۰۰۰ تا ۴۰۰۰۰ سال پیش به آسیای مرکزی رسیدند. همچنین تصور می‌شود که آنها ۳۸۰۰۰ سال پیش به فلات تبت رسیده‌اند. قدیمی‌ترین نمونه انسان مدرن موجود در شمال آسیای مرکزی، بقایای ۴۵۰۰۰۰ ساله‌ای است که از نظر ژنتیکی نزدیک‌ترین به مردمان آسیای شرقی باستان و مدرن بود، اما نسب بعدی او خیلی زود از بین رفت.

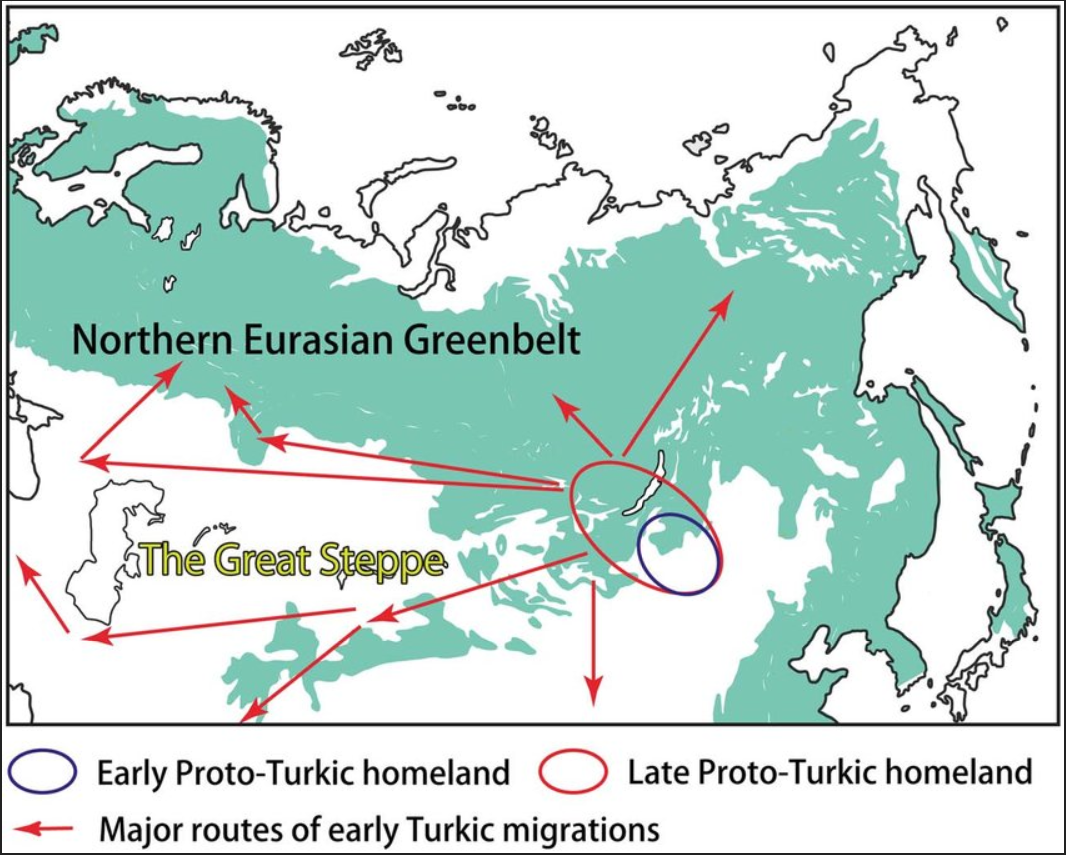
شواهد ژنتیکی، باستان‌شناسی و زبانی، اقوام ترک اولیه را به «خزانه ژنی شمال شرق آسیا» مرتبط می‌کند. «پیش‌ترک‌ها» یا «Proto-Turks» سبک زندگی عشایری را در پیش گرفتند و از شرق مغولستان به سمت غرب گسترش یافتند.

آسیای مرکزی پارینه سنگی با جمعیتی متمایز اما عمیقاً مرتبط با اروپا (اوراسیای شمالی باستان)بود. در طول عصر برنز، آسیای مرکزی باستان رویدادهای مهاجرتی مختلفی را از اروپا و خاورمیانه دریافت کرد که این مهاجرت‌ها مربوط به مردمان هندو اروپایی بود. عصر مفرغ آسیای مرکزی عمدتاً از مردمان ایرانی‌تبار تشکیل شده بود و برخی از گروه‌ها منشأ پالئوسیبری و سامویدی (اورالیک) داشتند. از اوایل عصر آهن، آسیای مرکزی مهاجرت‌های قابل توجهی از جمعیت‌های مرتبط با آسیای شرقی دریافت کرد و به‌طور فزاینده ای متنوع شد. مردمان ترک به آرامی جای خود را به بومیان ایرانی زبان قبلی دادند و جمعیت آسیای مرکزی را از ایرانیان عمدتاً به آسیای شرقی تبدیل کردند. آسیای مرکزی مدرن با دو اصل و نسب اوراسیا غربی و اوراسیا شرقی مشخص می‌شود، که اکثریت آنها عمدتاً از اجداد آسیای شرقی هستند و می‌توانند با مردمان ترک مغولستان و آسیای شمال شرقی مرتبط شوند.

## تاریخ باستان
در هزاره‌های دوم و یکم قبل از میلاد، یک سری از دولت‌های بزرگ و قدرتمند در حاشیه جنوبی آسیای مرکزی (خاور نزدیک باستان) ایجاد شدند. این امپراتوری‌ها تلاش‌های متعددی را برای تسخیر مردم استپ انجام دادند اما با موفقیت‌های متفاوتی روبرو شدند. پادشاهی ماد و شاهنشاهی هخامنشی هر دو بر بخش‌هایی از آسیای مرکزی حکومت می‌کردند. امپراتوری شیونگ‌نو (209 BC-93 (156) AD) را می‌توان اولین امپراتوری آسیای مرکزی دانست که نمونه ای برای امپراتوری‌های بعدی گوک‌ترک و مغول بود. اجداد قبیله شیونگ‌نو، دولت «Zhongshan» (حدود قرن ۶ قبل از میلاد تا حدود ۲۹۶ قبل از میلاد) را در استان هبئی، چین تأسیس کرد. عنوان «chanyu» توسط حاکمان شیونگ‌نو و قبل از مودو چانیو استفاده می‌شد، بنابراین ممکن است که تاریخ دولتشیونگ‌نو بسیار قبل از حکومت مودو چانیو آغاز شده باشد.
به دنبال موفقیت جنگ هان-شیونگنو (به انگلیسی:Han–Xiongnu War)، دولت‌های چین نیز مرتباً در تلاش بودند تا قدرت خود را به سمت غرب گسترش دهند. این کشورها علیرغم قدرت نظامی خود، فتح کل منطقه را دشوار می‌دیدند.
هنگامی که عشایر استپ با یک نیروی قوی‌تر مواجه می‌شدند، می‌توانستند به سادگی به عمق استپ عقب‌نشینی کنند و منتظر خروج مهاجمان باشند. عشایر بدون هیچ شهر و ثروت اندک به جز گله‌هایی که با خود می‌بردند، چیزی نداشتند که آنها را مجبور به دفاع کند. نمونه ای از آن را شرح مفصل هرودوت از لشکرکشی‌های بیهوده ایرانیان علیه سکاها آورده‌است. سکاها مانند اکثر امپراتوری‌های کوچ نشین، سکونتگاه‌های دائمی در اندازه‌های مختلف داشتند که نشان دهنده درجات مختلف تمدن در آنان بود. شهرنشین مستحکم وسیع کامیانکا در رودخانه دنیپر، که از اواخر قرن پنجم قبل از میلاد مستقر شد، به مرکز پادشاهی سکاها تبدیل شد و توسط آتیا اداره می‌شد و او در نبرد علیه فیلیپ دوم مقدونی در سال ۳۳۹ قبل از میلاد فوت کرد.

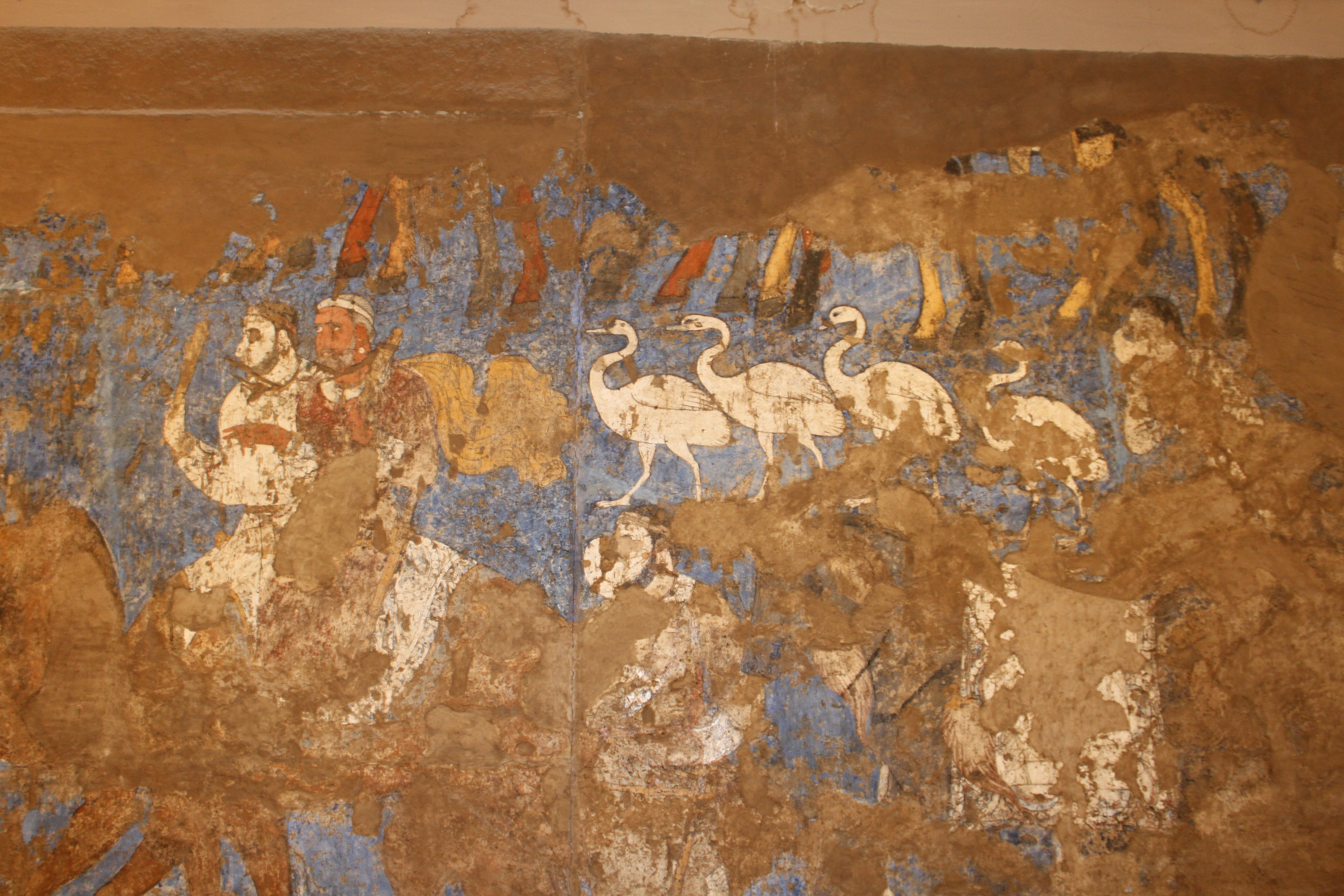
نقاشی دیواری سغدی در سمرقند، مورخ ق. ۵۶۰ پس از میلاد، معروف به نقش افراسیاب، در تالار خرابه یک خانه اشرافی در افراسیاب

برخی از امپراتوری‌ها، مانند امپراتوری‌های ایران و مقدونی، با تأسیس شهرها و به دست گرفتن کنترل مراکز تجاری، به آسیای مرکزی نفوذ کردند. فتوحات اسکندر مقدونی تمدن هلنیستی را تا اسکندریه اسخاته (به معنی:"اسکندریه دورترین") گسترش داد. اسکندریه اسخاته در سال ۳۲۹ قبل از میلاد و در تاجیکستان امروزین تأسیس شد. پس از مرگ اسکندر در سال ۳۲۳ قبل از میلاد، قلمرو آسیای مرکزی او در طول جنگ‌های سرداران اسکندر به دست امپراتوری سلوکی افتاد.
در سال ۲۵۰ قبل از میلاد، بخش آسیای مرکزی از امپراتوری (باختری) به عنوان دولت یونانی بلخ جدا شد و تا پایان آن دولت در ۱۲۵ قبل از میلاد با هند و چین تماس‌های گسترده‌ای داشت. پادشاهی یونانی هند، که عمدتاً در منطقه پنجاب مستقر بود اما بخش بزرگی از افغانستان را کنترل می‌کرد، پیشگام توسعه فرهنگ یونانی-بودیسمی (به انگلیسی:Greco-Buddhism) بود. پادشاهی کوشانی از قرن دوم پیش از میلاد تا قرن چهارم پس از میلاد در گستره وسیعی از منطقه رشد کرد و سنت‌های هلنیستی و بودایی را ادامه داد. این دولت‌ها از موقعیت خود در جاده ابریشم که چین و اروپا را به هم پیوند می‌دهد، رونق گرفتند.
به همین ترتیب، در شرق آسیای مرکزی، سلسله هان چین در اوج قدرت امپراتوری خود به منطقه آسیای مرکزی گسترش یافت. تقریباً از ۱۱۵ تا ۶۰ قبل از میلاد، نیروهای هان با Xiongnu بر سر کنترل دولت‌شهرهای واحه‌ای در حوضه تاریم جنگیدند. هان‌ها در نهایت پیروز شدند و در سال ۶۰ قبل از میلاد تحت الحمایه مناطق غربی قرار گرفتند که به امور دفاعی و خارجی منطقه می‌پرداخت. حکومت چینی‌ها در حوزه تاریم به‌طور متوالی با کوشانی‌ها و هپتالیان‌ها جایگزین شد.
بعدها قدرت‌های خارجی مانند شاهنشاهی ساسانی بر تجارت این مناطق مسلط شدند. یکی از آن قدرت‌ها، شاهنشاهی اشکانی، منشأ از آسیای مرکزی داشت، اما سنت‌های فرهنگی ایرانی-یونانی را پذیرفت. این یک نمونه اولیه از یک موضوع تکرارشونده در تاریخ آسیای مرکزی است: گاهی عشایر منشأ گرفته از آسیای مرکزی پادشاهی‌ها و امپراتوری‌های اطراف منطقه را تسخیر می‌کنند، اما به سرعت در فرهنگ مردمان تسخیر شده ادغام می‌شوند.
در این زمان آسیای مرکزی منطقه ای ناهمگون با ترکیبی از فرهنگ‌ها و مذاهب بود. بودیسم بزرگ‌ترین دین باقی ماند، اما در شرق متمرکز بود. در اطراف ایران، آیین زرتشت اهمیت یافت. مسیحیت نسطوری وارد این منطقه شد، اما هرگز چیزی بیش از یک ایمان اقلیتی نبود. مانوییت اما موفق‌تر بود و سومین دین بزرگ شد.
گسترش ترکها در قرن ششم آغاز شد. اویغورهای ترک‌زبان یکی از بسیاری از گروه‌های فرهنگی متمایز بودند که توسط تجارت مسیر ابریشم در تورفان (که در آن زمان توسط سلسله تانگ چین اداره می‌شد) گرد هم آمدند. اویغورها که عمدتاً عشایری دامدار بودند تحت تأثیر تعدادی از ادیان از جمله مانوی، بودیسم و مسیحیت نسطوری قرار گرفتند. بسیاری از آثار باستانی این دوره در قرن نوزدهم و در این منطقه کویری دورافتاده یافت شد.

## تاریخ قرون میانه میلادی

### سلسله سوئی و اوایل سلسله تانگ

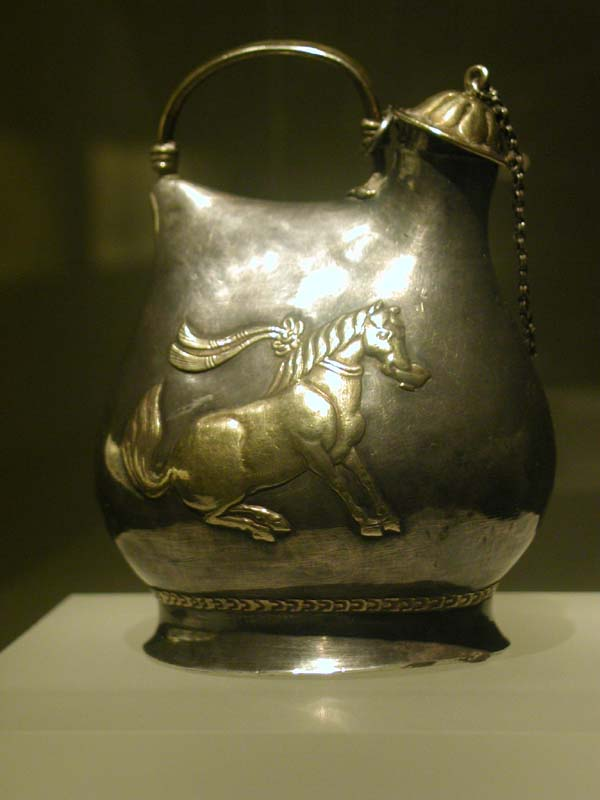
بستک نقره ای طلایی دوره تانگ، به سبک کیف چرمی عشایر شمالی که با اسبی که با یک فنجان شراب در دهانش می‌رقصد، تزئین شده‌است. همان‌طور که اسب‌های امپراتور شوان زونگ اول برای انجام آن آموزش دیده بودند.

در زمان دودمان‌های سوئی و تانگبود که چین به شرق آسیای مرکزی گسترش یافت. سیاست خارجی چین در شمال و غرب اکنون باید با عشایر ترک که در حال تبدیل شدن به غالب‌ترین گروه قومی در آسیای مرکزی بودند، مقابله می‌کرد. دولت سوئی برای رسیدگی و اجتناب از هرگونه تهدیدی که توسط ترکها ایجاد می‌شد، استحکامات دفاعی را تعمیر کرد و فرستادگان تجاری و خراجی آنها را دریافت کرد. آنها شاهزاده خانم‌های سلطنتی را برای ازدواج با رهبران قبیله ترک فرستادند که در مجموع چهار نفر از آنها در سال‌های میلادی ۵۹۷، ۵۹۹، ۶۱۴ و ۶۱۷ بودند. ارتش سوئی در جنگ داخلی ترک‌ها مداخله کرد و بین گروه‌های قومی علیه ترک‌ها درگیری ایجاد کرد.

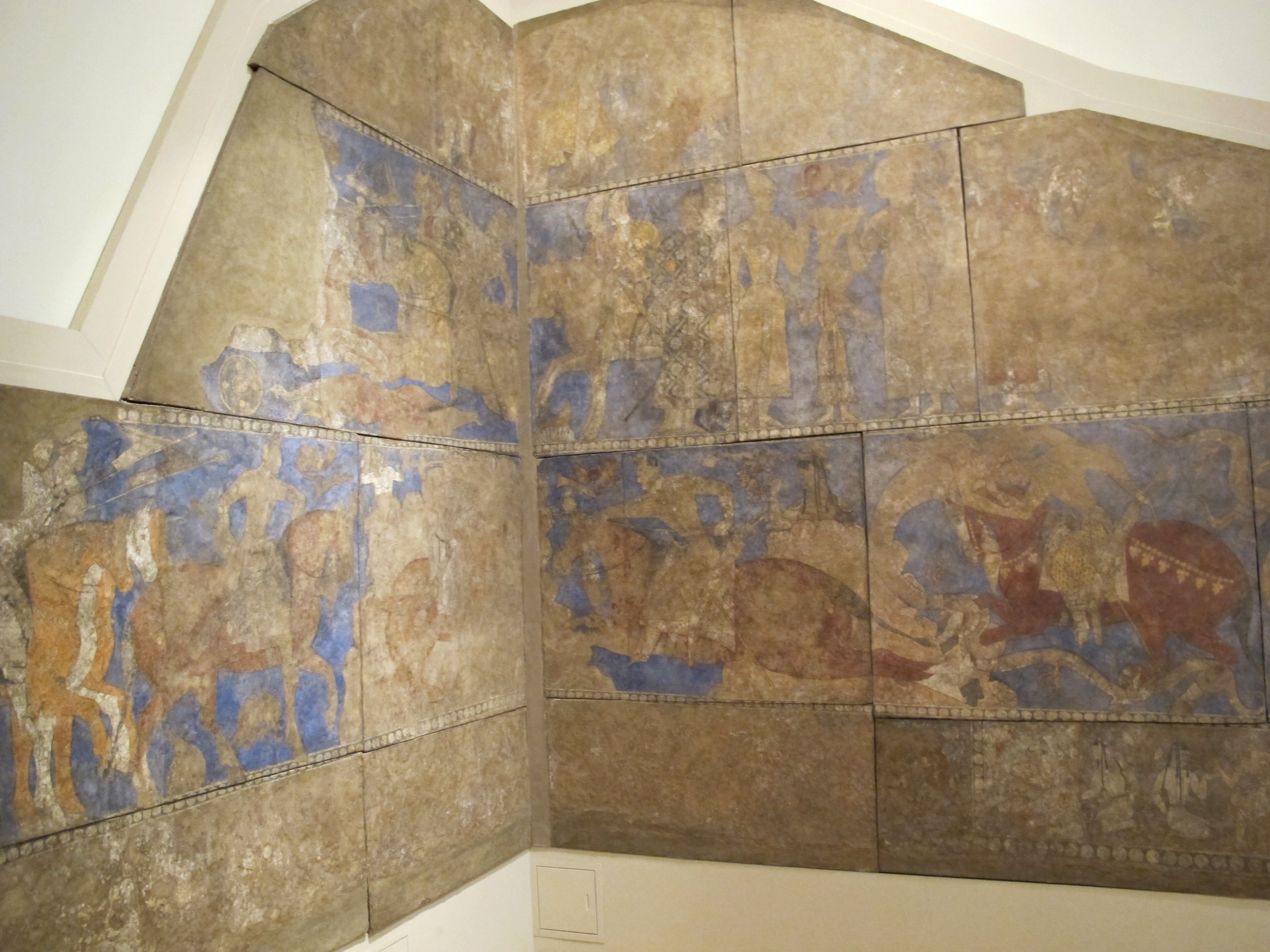
نقاشی‌های دیواری تاریخی سغدی پنج‌کند (تاجیکستان امروزی) که سواره‌نظام و سواران اسب را نشان می‌دهد، مورخ ق. ۷۴۰ بعد از میلاد

در اوایل سلسله سوئی، ترکها به یک نیروی نظامی بزرگ تبدیل شده بودند که توسط چینی‌ها به کار گرفته می‌شد. هنگامی که خیتان‌ها در سال ۶۰۵ حمله به شمال شرق چین را آغاز کردند، یک ژنرال چینی ۲۰۰۰۰ترک را علیه آنها رهبری کرد و به عنوان پاداش، دام و زنان خیتان را بین ترک‌ها تقسیم کرد. در دو نوبت بین سال‌های ۶۳۵ و ۶۳۶، شاهزاده‌های سلطنتی تانگ با مزدوران ترک یا ژنرال‌های چینی ازدواج کردند.
در سرتاسر سلسله تانگ تا پایان سال ۷۵۵ میلادی، تقریباً ده ژنرال ترک زیر نظر تانگ خدمت می‌کردند. در حالی که بیشتر ارتش تانگ از سربازان fubing چینی (府兵) تشکیل شده بود، اکثر سربازان به رهبری ژنرال‌های ترک اصالتی غیر چینی داشتند و عمدتاً در مرزهای غربی که حضور نیروهای fubing (府兵)کم بود، لشکرکشی می‌کردند. برخی از سربازان «ترک» هان چینی کوچ نشین شده بودند، مردمی که هویت چینی آنان از بین رفته یا کم‌رنگ تر شده بود.
جنگ داخلی در چین تقریباً تا سال ۶۲۶ میلادی و با شکست در سال ۶۲۸ از جنگ سالار چینی اردووس، لیانگ شیدو فروکش کرد. پس از این درگیری‌های داخلی، تانگ حمله ای را علیه ترک‌ها آغاز کرد. در سال ۶۳۰ میلادی، ارتش تانگ مناطقی از صحرای اوردوس، استان مغولستان داخلی امروزی و جنوب مغولستان را از ترکها تصرف کرد.
پس از این پیروزی نظامی، امپراتور تای‌زونگ در میان ترک‌های مختلف منطقه که با او و امپراتوری چین بیعت کردند، عنوان خان بزرگ را به دست آورد (با چند هزار ترک که برای زندگی در چانگان به چین سفر کردند). در ۱۱ ژوئن ۶۳۱ میلادی، امپراتور تای‌زونگ همچنین فرستادگانی را با طلا و ابریشم به قبایل ترک شرقی فرستاد تا اسرای برده چینی را که در جریان انتقال از سویی به تانگ از مرز شمالی دستگیر شده بودند، متقاعد به آزاد سازی کند. این فرستادهٔ وی موفق شد ۸۰۰۰۰ مرد و زن چینی را آزاد کند که سپس به چین بازگردانده شدند.
در حالی که ترک‌ها در منطقه اوردوس (سرزمین سابق شیونگ‌نو) مستقر بودند، دولت تانگ سیاست نظامی تسلط بر استپ مرکزی را در پیش گرفت. مانند سلسله هان قبلی، سلسله تانگ، همراه با متحدان ترک مانند اویغورها، آسیای مرکزی را در طول دهه‌های ۶۴۰ و ۶۵۰ تسخیر و تحت سلطه خود درآوردند. تنها در زمان امپراتور تای‌زونگ، لشکرکشی‌های بزرگی نه تنها علیه گوک‌ترک‌ها، بلکه مبارزات جداگانه‌ای علیه Tuyuhun و Xueyantuo نیز آغاز شد. تایزونگ همچنین مبارزاتی را علیه دولت‌شهرهای واحه حوضه تاریم آغاز کرد که با الحاق گائوچانگ در سال ۶۴۰ آغاز شد. پادشاهی قره‌شهر در سال ۶۴۴ میلادی به تصرف تانگ درآمد و پادشاهی کوچا در سال ۶۴۹ میلادی فتح شد.

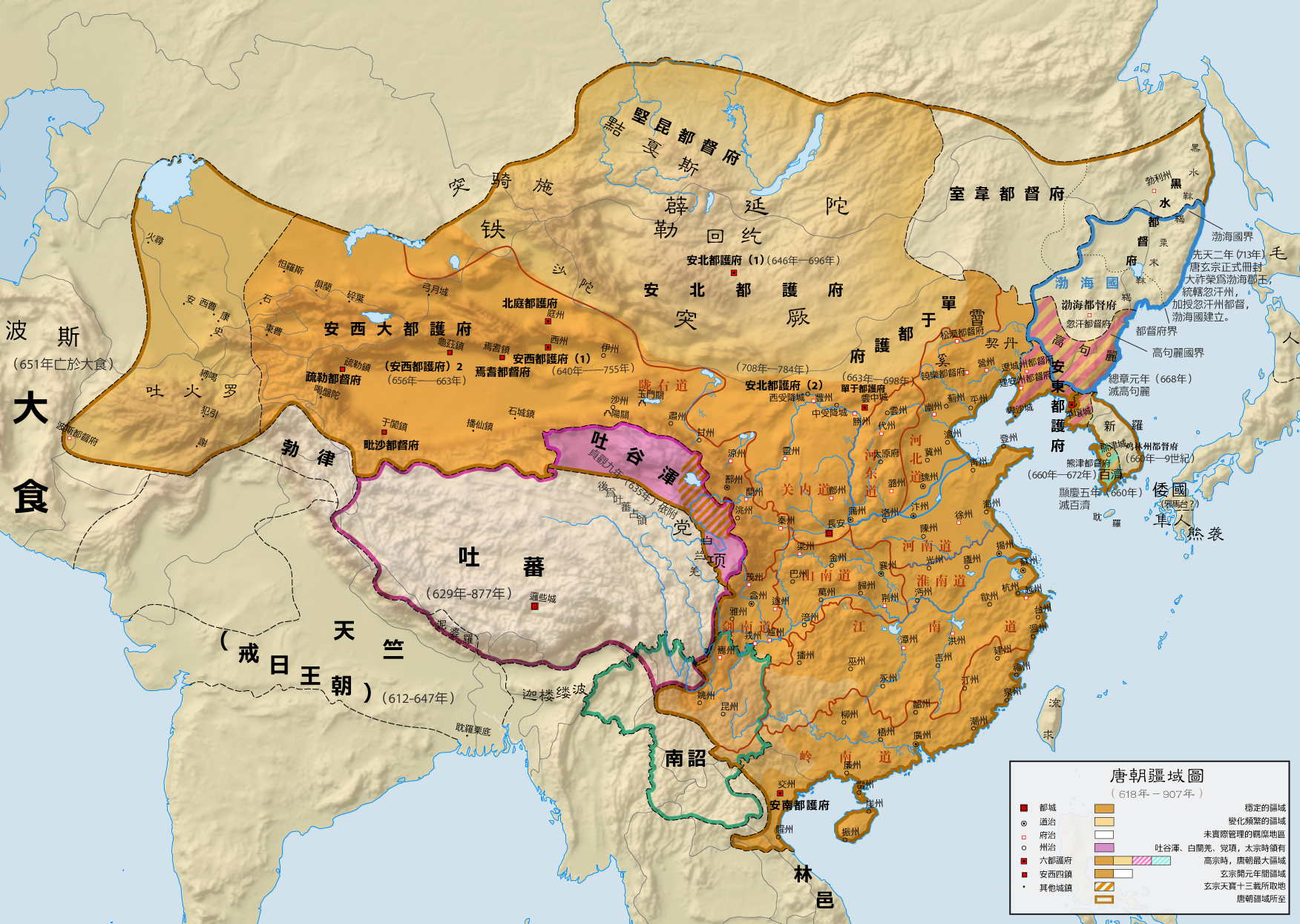
سلسله تانگ چین در طول بزرگ‌ترین دوره گسترش خود، کنترل بخش بزرگی از آسیای مرکزی.

گسترش به آسیای مرکزی در زمان جانشین تای‌زونگ، امپراتور گائوزونگ، که در سال ۶۵۷ با ارتشی به رهبری سو دینگ فانگ به ترکان غربی تحت حکومت خاقان آشینا هلو حمله کرد، ادامه یافت. آشینا شکست خورد و خاقانات در امپراتوری تانگ جذب شد. این قلمرو از طریق تحت‌الحمایه عمومی برای آرام‌سازی غرب و چهار پادگان آنشی اداره می‌شد. هژمونی تانگ در آن سوی کوه‌های پامیر در افغانستان با شورش‌های ترک‌ها در سال ۶۶۵ پایان یافت، اما تانگ حضور نظامی خود را در قرقیزستان، تاجیکستان، ازبکستان و قزاقستان حفظ کرد. این متلقات بعداً توسط امپراتوری تبت در جنوب ودر سال ۶۷۰ میلادی مورد حمله قرار گرفت.

### رقابت امپراتوری تانگ با امپراتوری تبت

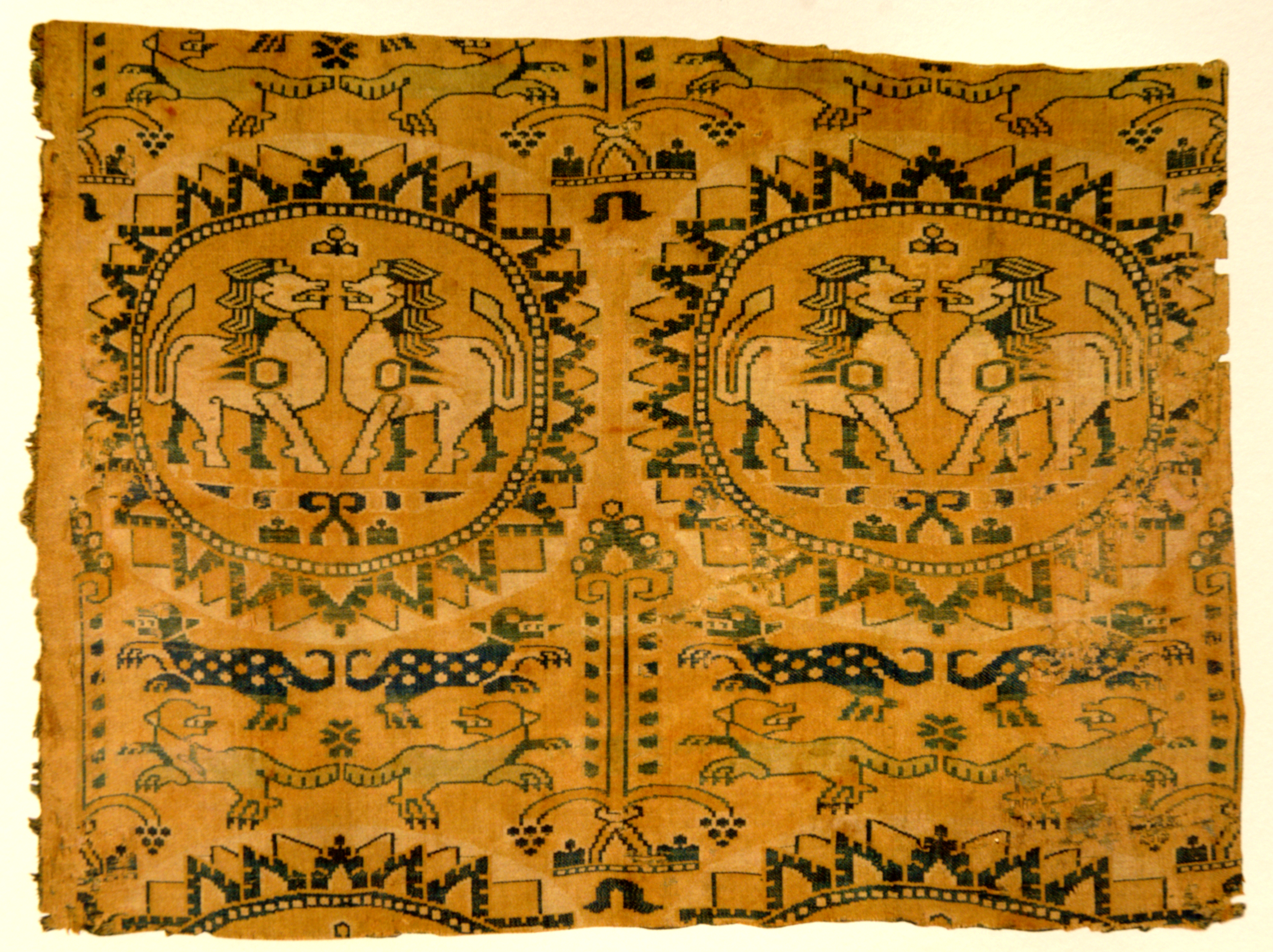
نقش شیر بر روی ابریشم چند رنگ سغدی ، قرن هشتم میلادی، به احتمال زیاد از بخارا

امپراتوری تانگ برای کنترل نواحی مختلف در آسیای داخلی و مرکزی با امپراتوری تبت رقابت می‌کرد که در برخی مواقع با اتحادهای ازدواج سیاسی مانند ازدواج شاهدخت ون‌چنگ (متوفی ۶۸۰ میلادی) با سونگتسن گامپو (متوفی ۶۴۹) حل و فصل می‌شد. یک سنت تبتی ذکر می‌کند که پس از مرگ سونگتسان گامپو در سال ۶۴۹ پس از میلاد، نیروهای چینی لهاسا را تصرف کردند. محقق تبتی «Tsepon WD Shakabpa» معتقد است که این سنت یک خطا تاریخی است و «آن تاریخچه‌هایی که ورود نیروهای چینی را گزارش می‌دهند صحیح نیست» و ادعا می‌کند که این رویداد نه در سالنامه چینی و نه در دست نوشته‌های دون‌هوانگ ذکر شده‌است.
بین سال‌های ۶۷۰ تا ۶۹۲ رشته‌ای طولانی از درگیری‌ها با تبت بر سر مناطقی در حوضه تاریم وجود داشت و در سال ۷۶۳ میلادی تبتی‌ها حتی پایتخت چین، چانگان را به مدت پانزده روز در جریان شورش ان لوشان تسخیر کردند. در واقع، در خلال این شورش بود که تانگ پادگان‌های غربی خود را که در گانسو و چینگهای کنونی مستقر بودند، خارج کردند. خصومت بین تانگ و تبت ادامه یافت تا اینکه در سال ۸۲۱ میلادی پیمان صلح رسمی بین آنان امضا شد. مفاد این معاهده از جمله مرزهای ثابت بین دو کشور در کتیبه ای دو زبانه بر روی ستون سنگی بیرون معبد جوخانگ (به انگلیسی:Jokhang) در لهاسا ثبت شده‌است.

### ورود اسلام

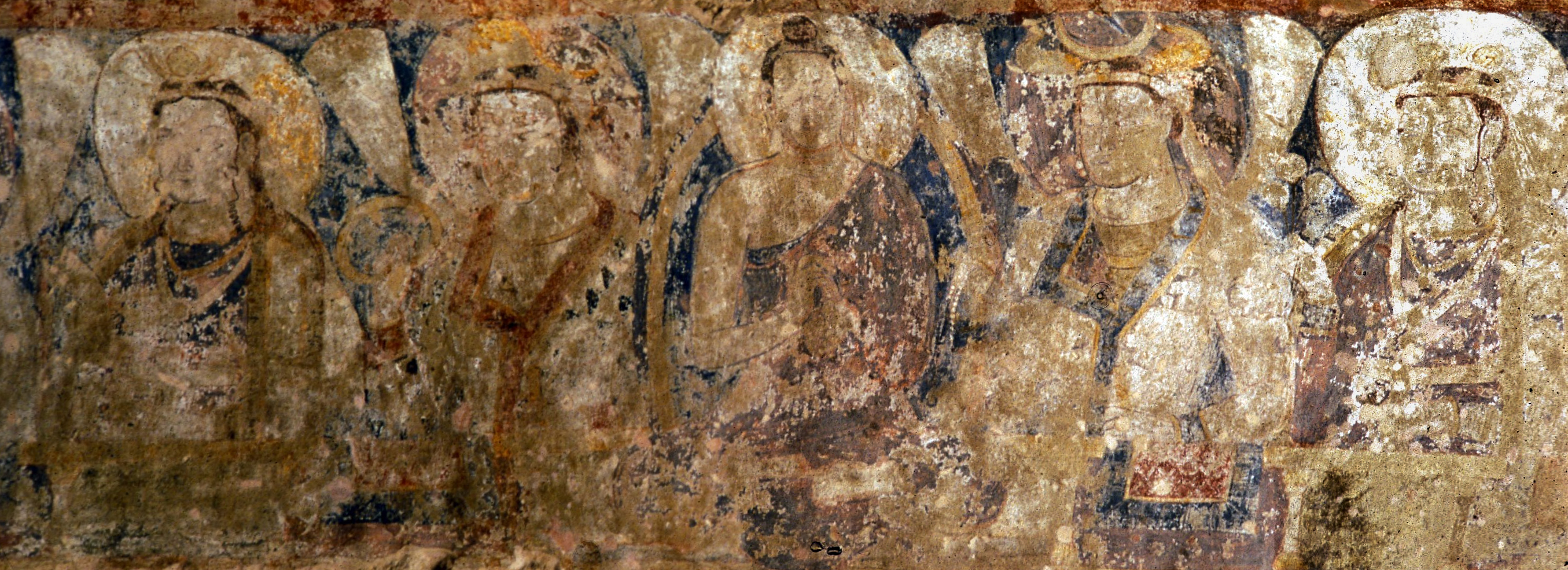
نقاشی‌های بودایی پیش از ورود اسلام در بامیان، افغانستان.

در قرن هشتم، اسلام شروع به نفوذ به منطقه کرد، عشایر بیابانی عربستان توانستند از نظر نظامی با عشایر استپ برابری کنند، و امپراتوری عرب اولیه کنترل بخش‌هایی از آسیای مرکزی را به دست آورد. فتوحات اولیه در زمان قتیبه بن مسلم (۷۰۵–۷۱۵) به زودی با ترکیبی از قیام‌های بومی و تهاجم تورگش‌ها معکوس شد، اما فروپاشی خاقانات تورگش پس از سال ۷۳۸ راه را برای تحمیل مجدد اقتدار مسلمانان در زمان نصر بن سیار باز کرد.
تهاجم اعراب همچنین باعث حذف نفوذ چین از غرب آسیای مرکزی شد. در نبرد طراز در سال ۷۵۱ م یک ارتش عرب قاطعانه نیروهای سلسله تانگ را شکست داد و تا چند قرن آینده تأثیرات فرهنگ خاورمیانه‌ای بر منطقه آسیای مرکزی تسلط یافت. با این حال، اسلامی‌سازی در مقیاس وسیع تا قرن نهم آغاز نشد و به موازات تجزیه اقتدار سیاسی عباسیان و ظهور سلسله‌های محلی ایرانی و ترکی مانند سامانیان انجام شد.

## امپراتوری‌های استپی

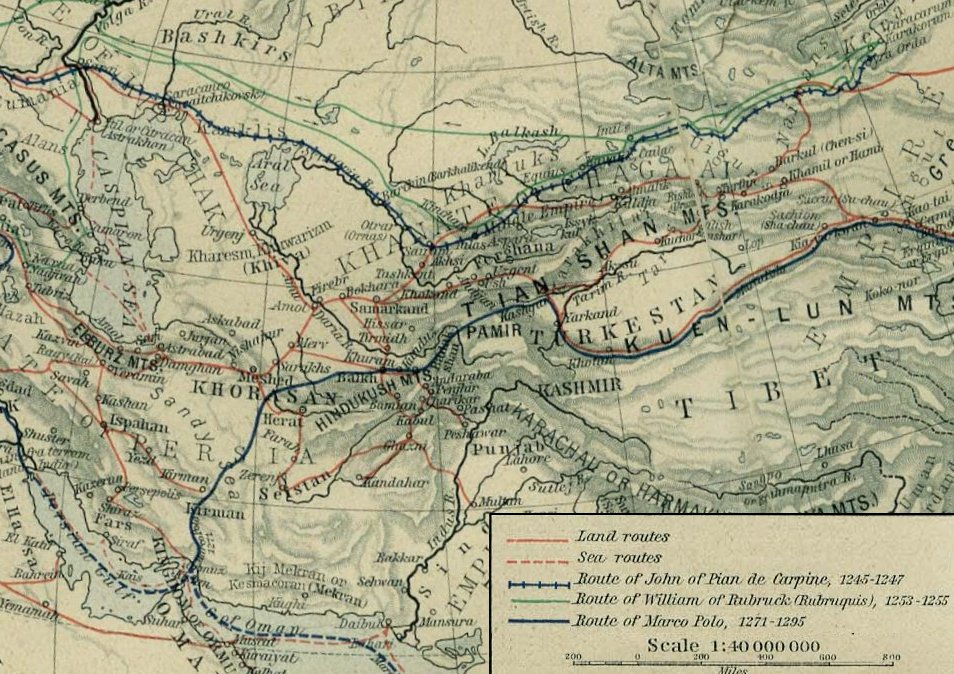
نقشه ای که مسیرهای تجاری عمده آسیای مرکزی را در قرن سیزدهم نشان می‌دهد.

تهاجمات و فتوحات مغول به طور جدی مناطق وسیعی از مسلمانان آسیای مرکزی را خالی از سکنه کرد

با گذشت زمانو با معرفی فناوری‌های جدید، قدرت اسب سواران عشایری افزایش یافت. سکاها زین را توسعه دادند و در زمان الان‌ها استفاده از رکاب آغاز شد. اسب‌ها همچنان بزرگ‌تر و محکم‌تر می‌شدند، به طوری که دیگر نیازی به ارابه‌ها نبود، زیرا اسب‌ها می‌توانستند مردان را به راحتی حمل کنند. این امر تحرک عشایر را بسیار افزایش داد. همچنین دستان آنها را آزاد کرد و به آنها اجازه داد که از کمان خود در هنگام سوارکاری استفاده کنند.
مردم استپ با استفاده از کمان‌های کوچک اما قدرتمند ترکیبی، به تدریج به قدرتمندترین نیروی نظامی جهان تبدیل شدند. از سنین جوانی، تقریباً کل جمعیت مرد در سوارکاری و تیراندازی با کمان آموزش دیده بودند که هر دو مهارت لازم برای بقا در استپ بودند. در بزرگسالی، این فعالیت‌ها ماهیت دوم بودند. این کمانداران سواره بیش از هر نیروی دیگری در آن زمان تحرک داشتند و به راحتی می‌توانستند چهل مایل در روز را براحتی طی کنند.
مردم استپ به سرعت بر آسیای مرکزی تسلط یافتند و ایالت‌های شهری و پادشاهی‌های پراکنده را مجبور کردند که به آنها خراج بپردازند یا با نابودی روبرو شوند. با این حال، توانایی رزمی مردم استپ به دلیل فقدان ساختار سیاسی در قبایل محدود بود. کنفدراسیون‌هایی از گروه‌های مختلف گاهی تحت فرمانروایی به نام خان تشکیل می‌شد. هنگامی که تعداد زیادی از عشایر به‌طور هماهنگ عمل می‌کردند، می‌توانستند ویرانگر باشند، مانند زمانی که هون‌ها به اروپای غربی رسیدند. با این حال، سنت حکم می‌کرد که هر سلطه‌ای که در چنین جنگ‌هایی فتح می‌شد باید بین همه پسران خان تقسیم شود، بنابراین این امپراتوری‌ها اغلب به همان سرعتی که شکل می‌گرفتند رو به زوال می‌رفتند.
پس از بیرون راندن قدرت‌های خارجی، چندین امپراتوری بومی در آسیای مرکزی شکل گرفتند. هپتالیان‌ها قدرتمندترین این گروه‌های عشایری در قرن ششم و هفتم بودند و بیشتر منطقه را تحت کنترل داشتند. در قرون ۱۰ و ۱۱ این منطقه بین چندین دولت قدرتمند از جمله سلسله سامانیان، ترکان سلجوقی و خوارزمشاهیان تقسیم شد.

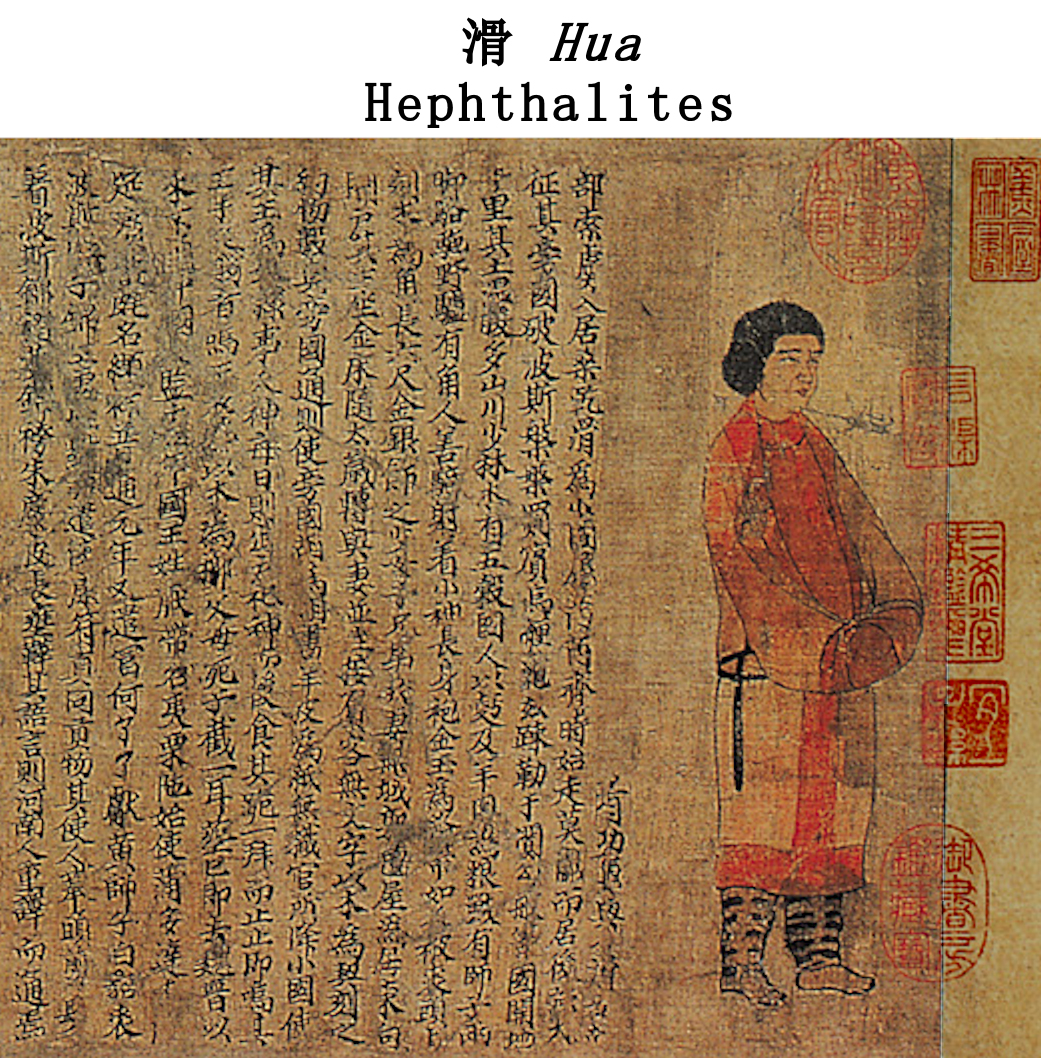
نقاشی چینی تانگ در مورد هپتالیان که بر جنوب آسیای مرکزی، به ویژه ازبکستان امروزی حکومت می‌کردند.

دیدنی‌ترین قدرتی که از آسیای مرکزی بیرون آمد، زمانی شکل گرفت که چنگیز خان قبایل مغولستان را متحد کرد. امپراتوری مغول با استفاده از تکنیک‌های نظامی برتر، تمام آسیای مرکزی و چین و همچنین بخش بزرگی از روسیه و خاورمیانه را دربر گرفت. پس از مرگ چنگیزخان در سال ۱۲۲۷ م، بیشتر آسیای مرکزی تحت تسلط خانات جغتای جانشین مغول بود. عمر این دولت کوتاه بود، زیرا در سال ۱۳۶۹ م تیمور، فرمانروای ترک مغول، بیشتر منطقه را فتح کرد.
حتی سخت‌تر از حفظ یک امپراتوری استپی، اداره سرزمین‌های فتح شده خارج از منطقه بود. در حالی که مردم استپی آسیای مرکزی تسخیر این مناطق را آسان می‌یافتند، حکومت را اماتقریباً غیرممکن می‌یافتند. ساختار سیاسی پراکنده کنفدراسیون‌های استپی با دولت‌های پیچیده مردم مستقر ناسازگار بود. علاوه بر این، ارتش عشایر بر تعداد زیادی اسب، معمولاً سه یا چهار اسب برای هر جنگجو، متکی بودند. حفظ این نیروها مستلزم گستره وسیعی از چراگاه بود که در خارج از استپ وجود نداشت؛ بنابراین هر زمان طولانی دور از وطن باعث می‌شود که ارتش استپی به تدریج از هم بپاشد. مردم استپ برای اداره مردم ساکن مجبور شدند به بوروکراسی محلی تکیه کنند، عاملی که منجر به جذب سریع عشایر در فرهنگ کسانی شد که آنها را تسخیر کرده بودند. محدودیت مهم دیگر این بود که ارتش‌ها در اکثر موارد قادر به نفوذ به مناطق جنگلی شمال نبودند؛ بنابراین، ایالت‌هایی مانند نووگورود و مسکووی شروع به رشد در قدرت کردند.
در قرن چهاردهم بسیاری از آسیای مرکزی و بسیاری از نواحی فراتر از آن توسط تیمور (۱۳۳۶–۱۴۰۵م) که در غرب به تامرلن (به انگلیسی:Tamerlane) معروف است، فتح شد. در زمان سلطنت تیمور بود که فرهنگ استپی عشایری آسیای مرکزی با فرهنگ ساکن ایران در هم آمیخت. یکی از پیامدهای آن زبان بصری کاملاً جدیدی بود که تیمور و حاکمان بعدی تیموری را تجلیل می‌کرد. از این زبان بصری برای بیان تعهد آنها به اسلام نیز استفاده می‌شد. حکومت بزرگ تیمور بلافاصله پس از مرگ او فروپاشید. سپس منطقه بین یک سری خانات کوچکتر از جمله خانات خیوه، خانات بخارا، خانات کوکند و خانات کاشغر تقسیم شد.

## دوره مدرن اولیه (قرن ۱۶ تا ۱۹ م)
سبک زندگی که از ۵۰۰ سال قبل از میلاد تا حد زیادی بدون تغییر وجود داشت، پس از ۱۵۰۰ میلادی شروع به ناپدید شدن کرد. تغییرات مهم در اقتصاد جهانی در قرن۱۴ و ۱۵ میلادی منعکس کننده تأثیر توسعه فناوری دریایی بود. توسعه راه‌های تجاری اقیانوسی توسط اروپایی‌ها آغاز شد. اروپاییان توسط دولت‌های مسلمانی که پایانه‌های غربی آنان را کنترل می‌کردند، از جاده ابریشم جدا شده بودند. تجارت از راه دور که آسیای شرقی و هند را به اروپای غربی متصل می‌کرد، به‌طور فزاینده ای از طریق دریاها و نه از طریق آسیای مرکزی شروع به حرکت کرد. با این حال، ظهور روسیه به عنوان یک قدرت جهانی، آسیای مرکزی را قادر ساخت تا نقش خود را به عنوان مجرای تجارت زمینی از انواع دیگر ادامه دهد، و اکنون هند با روسیه در محور شمال-جنوب پیوند داشت.

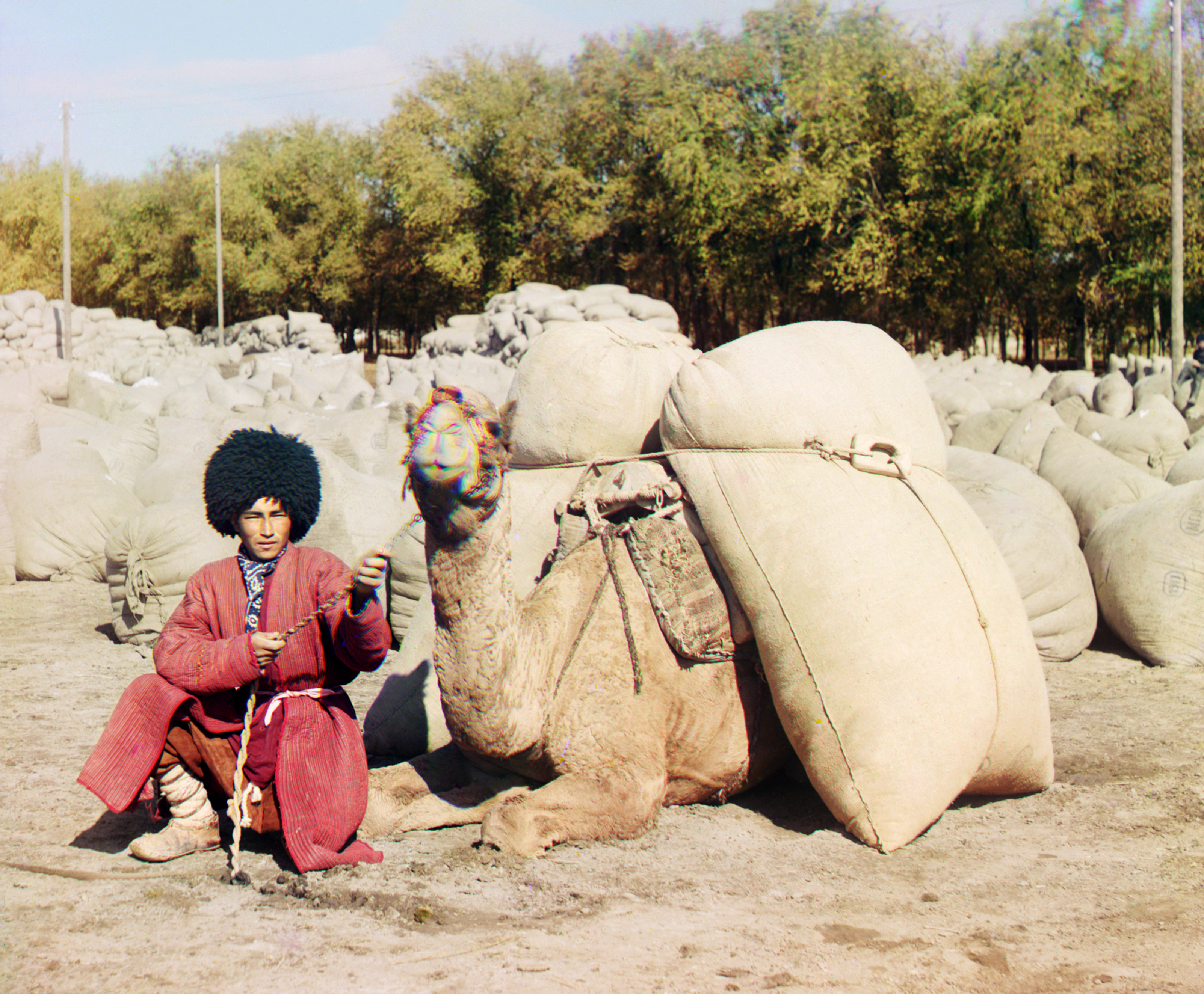
یک مرد بومی آسیای مرکزی ترکمن با لباس سنتی و شتر یک‌کوهانه خود در ترکمنستان، حدود ۱۹۱۵ م

پیشرفت مهم‌تر در فناوری، معرفی سلاح‌های مبتنی بر باروت بود. انقلاب باروتی به مردم ساکن اجازه داد تا برای اولین بار سوارکاران استپ را در نبردهای خارج از دفاعات و زمین باز شکست دهند. ساخت این سلاح‌ها به زیرساخت‌ها و اقتصاد جوامع بزرگ نیاز داشت و بنابراین تولید آن برای مردم عشایر غیرعملی بود. قلمرو عشایر شروع به کوچک شدن کرد زیرا در آغاز قرن پانزدهم، قدرت‌های مستقر به تدریج شروع به فتح آسیای مرکزی کردند.
آخرین امپراتوری استپی که ظهور کرد، امپراتوری جونغارها بود که بیشتر ترکستان شرقی و مغولستان را فتح کردند. با این حال، در نشانه ای از تغییر در عصر تاریخی زمان، آنها ثابت کردند که نمی‌توانند با چینی‌ها برابری کنند و قاطعانه توسط نیروهای سلسله چینگ شکست خوردند. در قرن هجدهم میلادی، امپراتوران چینگ، که خود در اصل ریشه در لبه شرق دور استپ داشت، در غرب و مغولستان لشکرکشی کرد و امپراتور چیان لونگ کنترل سین کیانگ را در سال ۱۷۵۸ میلادی به دست گرفت و بر تهدید مغول غلبه کرد و بخش اعظم مغولستان داخلی را به چین ضمیمه شد.
یکی از سلسله‌های ترک-مغولی که در این دوره برجسته باقی ماند، امپراتوری گورکانی بود که بنیانگذار آن بابر تبار تیمور بود. در حالی که گورکانیان هرگز نتوانستند قلمروهای اصلی بابر را در دره فرغانه، که به دست شیبانیان افتاد را فتح کنند، آنها نفوذ خود را در منطقه افغانستان را تا اواخر قرن هفدهم حفظ کردند (حتی زمانی که بر هند تسلط داشتند). پس از افول امپراتوری گورکانی در قرن ۱۸، امپراتوری درانی از افغانستان برای مدت کوتاهی بر منطقه شمال غربی هند مسلط شد و در قرن ۱۹، ظهور امپراتوری بریتانیا تأثیر فاتحان افغان را محدود کرد.
قلمروهای چینی تا قلب آسیای مرکزی امتداد داشتند و شامل خانات خوقند می‌شدند که به پکن مالیات پرداخت می‌کرد. مغولستان و سین کیانگ به استان‌های امپراتوری چین تبدیل نشدند، اما مستقیماً توسط سلسله چینگ اداره می‌شدند. عدم وجود فرماندار استانی به این معنی بود که حاکمان محلی بیشتر اختیارات خود را حفظ می‌کردند و این موقعیت خاص نیز مانع از مهاجرت بقیه چین به منطقه می‌شد. ایرانیان نیز شروع به گسترش به شمال کردند، به ویژه تحت حکومت نادرشاه بزرگ، که سلطه ایران را به خوبی از آمودریا گذراند. اما پس از مرگ او، امپراتوری افشاری به سرعت فروپاشید.

## گسترش قدرت روسیه به آسیای مرکزی (قرن ۱۹ میلادی)
روس‌ها در ابتدا با تبدیل استپ اوکراین به یک مرکز کشاورزی و متعاقباً در حاشیه استپ‌های قزاقستان گسترش یافتند و این گسترش با تأسیس قلعه اورنبورگ آغاز شد. تسخیر آرام روسیه بر قلب آسیای مرکزی در اوایل قرن نوزدهم آغاز شد، اگرچه پتر یکم در اوایل دهه ۱۷۲۰ م یک لشکرکشی ناموفق به رهبری شاهزاده بکوویچ-چرکسکی علیه خیوه فرستاده بود.

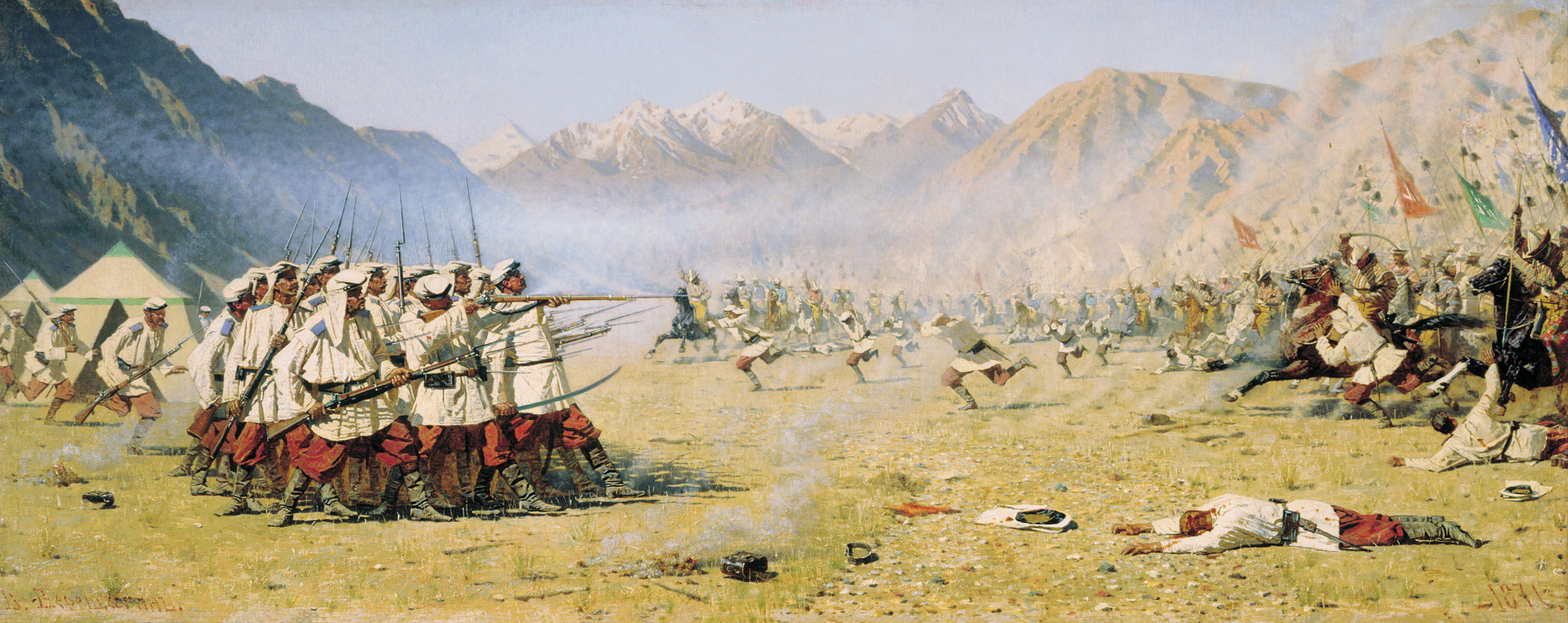
جنگهای فتوحانه روسیه در ترکستان

در دهه ۱۸۰۰ م، مردم محلی نتوانستند در برابر پیشروی روسیه مقاومت کنند، اگرچه قزاق‌های دسته و قبیله بزرگ به رهبری کنساری کاسیموف از سال ۱۸۳۷ تا ۱۸۴۶ شورش کردند. تا دهه ۱۸۷۰ م، در اکثر موارد، دخالت روسیه بسیار کم بود و شیوه‌های بومی زندگی دست نخورده باقی ماند و ساختارهای دولتی محلی در جای خود باقی ماند. با فتح ترکستان پس از ۱۸۶۵ م و در نتیجه تأمین امنیت مرزها، روس‌ها به تدریج بخش‌های زیادی از استپ را مصادره کردند و این زمین‌ها را به کشاورزان روسی دادند که به تعداد زیاد شروع به ورود به این مناطق کردند. این روند در ابتدا محدود به حواشی شمالی استپ بود و تنها در دهه ۱۸۹۰ م بود که تعداد قابل توجهی از روس‌ها شروع به اسکان در جنوب، به ویژه در هفت‌آب (سمیرچیه) کردند.

## دوران اتحاد جماهیر شوروی (۱۹۱۹ تا ۱۹۹۱ م)
آسیای مرکزی شوروی پس از فتح توسط نیروهای بلشویکی، انبوهی از سازماندهی مجدد اداری را تجربه کرد. در سال ۱۹۱۸ میلادی بلشویک‌ها جمهوری سوسیالیستی شوروی خودمختار ترکستان را تأسیس کردند و بخارا و خیوه نیز به یکی از جمهوری‌های شوروی تبدیل شدند. در سال ۱۹۱۹ میلادی کمیسیون مصالحه برای امور ترکستان (به انگلیسی:Conciliatory Commission for Turkestan Affair) به منظور بهبود روابط بین مردم محلی و کمونیست‌ها تأسیس شد. سیاست‌های جدیدی با رعایت آداب و رسوم و مذهب محلی ارائه شد. در سال ۱۹۲۰ میلادی، جمهوری سوسیالیستی شوروی خودمختار قرقیزستان، که قزاقستان امروزین را پوشش می‌داد، تأسیس شد. این کشور در سال ۱۹۲۵ میلادی به جمهوری سوسیالیستی خودمختار شوروی قزاقستان تغییر نام داد. در سال ۱۹۲۴ میلادی، شوروی جمهوری شوروی سوسیالیستی ازبکستان و ترکمنستان را ایجاد کرد. در سال ۱۹۲۹ میلادی جمهوری شوروی سوسیالیستی تاجیکستان از ازبکستان جدا شد. ابلاست خودمختار قرقیزستان در سال ۱۹۳۶ میلادی به یک جمهوری شوروی سوسیالیستی یا همان SSR تبدیل شد.

## از سال ۱۹۹۱ م تا کنون
از سال‌های ۱۹۸۸ تا ۱۹۹۲ م، مطبوعات آزاد و سیستم چند حزبی به دلیل اصلاحات پرسترویکا و فشار بر احزاب کمونیست محلی برای آزادسازی به وجود آمد و در شوروی در آسیای مرکزی توسعه یافت. آنچه سوات سوچک، محقق در زمینه آسیای مرکزی، آن را «بهار آسیای مرکزی» می‌نامد بسیار کوتاه مدت بود، زیرا بلافاصله پس از استقلال، مقامات سابق حزب کمونیست خود را به عنوان قدرتمندان محلی دوباره معرفی کردند. ثبات سیاسی نسبت به نقاط دیگر جهان کمی دوام آورد هرچند تنش‌های سیاسی نیز در این دوره وجود داشت. در تاجیکستان و پس از فروپاشی شوروی جنگ داخلی تاجیکستان در سال‌های ۱۹۹۲ تا ۱۹۹۷ م آغاز شد. قرقیزستان انقلاب گل لاله را تجربه کرد و ازبکستان کشتار اندیجان.
بسیاری از جمعیت آسیای مرکزی شوروی نسبت به فروپاشی اتحاد جماهیر شوروی بی‌تفاوت بودند، حتی جمعیت بزرگ روسیه در قزاقستان (تقریباً ۴۰٪ از کل) و تاشکند. کمک‌های کرملین برای اقتصادهای آسیای مرکزی نیز مهم بوده‌است و هر یک از جمهوری‌ها از مسکو کمک‌های کلانی دریافت می‌کنند.

### تاریخ
- تاریخ آسیا
- تاریخ ایران بزرگ
- تاریخ افغانستان
- تاریخ تاجیکستان
- تاریخ ترکمنستان
- تاریخ قزاقستان
- تاریخ قرقیزستان
- تاریخ مغولستان
- تاریخ ازبکستان
- تاریخ چین
- تاریخ روسیه
- رنسانس تیموری

### جغرافیا
* آسیای مرکزی
- اوراسیا
- استپ
- خراسان
- ماوراءالنهر
- خوارزم
- ترکستان
- دریای خزر
- آمودریا
- دریاچه آرال
- کوه‌های کپه‌داغ
- بیابان قره‌قوم